# واسط دروازه مشترک

واسط دروازه مشترک

واسط دروازهٔ مشترک (سی‌جی‌آی) یک متد استاندارد است که برای ایجاد محتوای پویا در صفحات وب و برنامه‌های کاربردی وب استفاده می‌شود. سی‌جی‌آی هنگامی که روی  یک وب‌سرور اجرا می‌شود، یک واسطه میان وب‌سرور و برنامه‌هایی که محتوای وب را ایجاد می‌کنند به وجود می‌آورد. این برنامه‌ها را CGI Script یا به‌طور خلاصه CGI می‌نامند که معمولاً با زبان‌های اسکریپت نویسی مثل پایتون ، روبی، پرل نوشته می‌شوند، اما امکان نوشتن آن‌ها با زبان‌های برنامه‌نویسی نیز وجود دارد.

## نگارش
برنامهٔ CGI زیر تمام متغیرهای محیط که از سرور وب عبور کرده‌اند را نشان می‌دهد:
```
# !/usr/bin/perl

=head1 DESCRIPTION

printenv — a CGI program that just prints its environment

=cut

print
 
"Content-type: text/plain\r\n\r\n"
;

for
 
my
 
$var
 
(
 
sort
 
keys
 
%ENV
 
)
 
{

 
printf
 
"%s = \"%s\"\r\n"
,
 
$var
,
 
$ENV
{
$var
};

}

```

اگر یک جستجوگر وب، درخواستی مانند:
http://example.com/cgi-bin/printenv.pl/foo/bar?var1=value1&var2=with percent encoding
را برای متغیرهای محیطی مطرح کند، در یک ویندوز ۶۴ بیتی ارائه دهنده وب که سیگوین را اجرا می‌کند، اطلاعات زیر را برمی‌گرداند:
```
 
COMSPEC
=
"C:\Windows\system32\cmd.exe"

 
DOCUMENT_ROOT
=
"C:/Program Files (x86)/Apache Software Foundation/Apache2.2/htdocs"

 
GATEWAY_INTERFACE
=
"CGI/1.1"

 
HOME
=
"/home/SYSTEM"

 
HTTP_ACCEPT
=
"text/html,application/xhtml+xml,application/xml
;q=0.9,*/*;q=0.8"

 
HTTP_ACCEPT_CHARSET
=
"ISO-8859-1,utf-8
;q=0.7,*;q=0.7"

 
HTTP_ACCEPT_ENCODING
=
"gzip, deflate"

 
HTTP_ACCEPT_LANGUAGE
=
"en-us,en
;q=0.5"

 
HTTP_CONNECTION
=
"keep-alive"

 
HTTP_HOST
=
"example.com"

 
HTTP_USER_AGENT
=
"Mozilla/5.0 (Windows NT 6.1
; WOW64; rv:5.0) Gecko/20100101 Firefox/5.0"

 
PATH
=
"/home/SYSTEM/bin:/bin:/cygdrive/c/progra~2/php:/cygdrive/c/windows/system32:..."

 
PATHEXT
=
".COM
;.EXE;.BAT;.CMD;.VBS;.VBE;.JS;.JSE;.WSF;.WSH;.MSC"

 
PATH_INFO
=
"/foo/bar"

 
PATH_TRANSLATED
=
"C:\Program Files (x86)\Apache Software Foundation\Apache2.2\htdocs\foo\bar"

 
QUERY_STRING
=
"var1=value1&var2=with%20percent%20encoding"

 
REMOTE_ADDR
=
"127.0.0.1"

 
REMOTE_PORT
=
"63555"

 
REQUEST_METHOD
=
"GET"

 
REQUEST_URI
=
"/cgi-bin/printenv.pl/foo/bar?var1=value1&var2=with%20percent%20encoding"

 
SCRIPT_FILENAME
=
"C:/Program Files (x86)/Apache Software Foundation/Apache2.2/cgi-bin/printenv.pl"

 
SCRIPT_NAME
=
"/cgi-bin/printenv.pl"

 
SERVER_ADDR
=
"127.0.0.1"

 
SERVER_ADMIN
=
"(server admin's email address)"

 
SERVER_NAME
=
"127.0.0.1"

 
SERVER_PORT
=
"80"

 
SERVER_PROTOCOL
=
"HTTP/1.1"

 
SERVER_SIGNATURE
=
""

 
SERVER_SOFTWARE
=
"Apache/2.2.19 (Win32) PHP/5.2.17"

 
SYSTEMROOT
=
"C:\Windows"

 
TERM
=
"cygwin"

 
WINDIR
=
"C:\Windows"

```